# Queen's University
Queen's University at Kingston (almindeligvis forkortet til Queen's University eller Queen's) er et offentligt canadisk universitet i Kingston, Ontario. Det blev grundlagt 16. oktober 1841 ved et kongeligt charter udstedt af Dronning Victoria. Universitetet blev grundlagt 26 år før Canada. Queen's ejer mere end 1.400 hektar i Ontario og Herstmonceux Castle i East Sussex i England.
Church of Scotland oprettede Queen's College i 1841 ved et charter fra Dronning Victoria. Undervisningen, som skulle forberede de studerende til præstegerningen, begyndte 7. marts 1842 med 13 studerende og 2 lærere. I 1869 var Queen's det første universitet vest for de Maritime Provinser som optog kvindelige studerende. I 1883 blev der er oprettet en medicinsk skole for kvinder med tilknytning til Queen's University, efter at mandlige ansatte og studerende havde reageret fjendtligt over optagelse af kvinder på medicinstudiet. Queen's endte sin tilknytning til den presbyterianske kirke i 1912 og skiftede navn fra Queen's College at Kingston til sit nuværende navn.
Queen's har over 23.000 studerende.